# Ivernia (navire, 1955)
L’Ivernia est un paquebot construit en 1954 par les chantiers John Brown & Company de Clydebank pour la compagnie Cunard Line. Il est lancé le 14 décembre 1954 et mis en service le 1er juillet 1955. Rebaptisé Franconia après une rénovation en 1963, il est retiré du service transatlantique en 1969 avant d’être vendu en 1973 à la compagnie Black Sea Shipping (en) qui le renomme Fedor Shalyapin. Passé sous contrôle de la compagnie Odessa Cruise à la suite de l'éclatement de l'Union soviétique en 1989, il est désarmé à Illitchivsk en 1995 et y reste jusqu’à sa vente à la casse en 2004. Il est détruit à Alang en 2004 sous le nom de Salona.

## Histoire

### Contexte
En 1951, la Cunard Line commande quatre navires aux chantiers John Brown & Company de Clydebank pour s’imposer face à la Canadian Pacific Steamship Company sur la liaison Liverpool↔Montréal. Il s’agit de la classe Saxonia, composée du Saxonia, de l’Ivernia, du Carinthia et du Sylvania.

### Construction
L’Ivernia est un paquebot construit en 1954 par les chantiers John Brown & Company de Clydebank pour la compagnie Cunard Line. Il est lancé le 14 décembre 1954 et mis en service le 1er juillet 1955.

### Cunard Line
En juin 1962, la Cunard Line enregistre de lourdes pertes financières sur la ligne de l’Atlantique Nord. Il est alors décidé d’adapter les 4 paquebots pour le marché de la croisière. L’Ivernia est envoyé aux chantiers navals John Brown & Company de Clydebank et son Sun Deck est agrandi. Lorsqu’il sort de rénovation, il a un nouveau nom, Franconia et sa coque est devenue verte.
En mai 1966, la Grande-Bretagne est paralysée pour six semaines par une grève des marins. Le paquebot est bloqué à Liverpool. 1967 est une année catastrophique pour la Cunard Line. En effet, plusieurs de ses navires naviguent à perte et la compagnie désarme toute sa flotte à l’exception de trois navires que sont le Franconia, le Carmania et le Queen Elizabeth 2.
Bien que resté en service, le Franconia ne traverse plus l’Atlantique et est replacé sur des itinéraires de croisières.
En 1970, la Cunard Line reçoit deux nouveaux navires de croisière, le Cunard Adventurer et le Cunard Ambassador issus du rachat de la compagnie Overseas National Airways. Mais l’année suivante, la Cunard Line est racheté par l’État britannique qui considère que l’exploitation du Franconia coûte trop cher. Le navire est désarmé à Southampton puis sur la rivière Fal et est mis en vente en compagnie de son navire jumeau, le Carmania.

### Black Sea Shipping
En août 1973, le Franconia est vendu à la compagnie Nikreis Maritime Corporation qui agit comme un agent pour la compagnie soviétique Black Sea Shipping (en). Le navire subit une rénovation pendant trois mois et en ressort sous le nom de Fedor Shalyapin.

### Fin
En 1989, l’URSS éclate. Le Fedor Shalyapin passe alors sous contrôle de la compagnie Odessa Cruise et son pavillon devient maltais. Il reste en service jusqu’en 1995, lorsqu’il est désarmé à Illitchivsk car le coût des travaux nécessaires pour le mettre aux normes imposées par la SOLAS est trop élevé.
En 2001, il passe sous pavillon ukrainien, mais reste désarmé à Illitchivsk. En 2004, il est vendu à la casse. Il arrive à Alang le 11 février 2004 et est détruit.

## Navires jumeaux
Il a trois navires jumeaux:
- le Carinthia, qui a été détruit en 2006 à Alang.
- le Saxonia, qui a été détruit en 1999 à Alang.
- le Sylvania, qui a été détruit en 2004 à Alang.